# Синформа
Синформа (рос. синформа, англ. synform, нім. Synform f) – ввігнута форма складчастого залягання шарів гірських порід. Вигин пластів гірських порід зворотний антиформі. Вздовж осі вигину можуть залягати як більш молоді (подібно синкліналі), так і більш древні породи. Синформи характерні для метаморфічних товщ і тектонічних покривів.